# Ovul
Ovulul este celula sexuală feminină. Din punct de vedere morfologic, ovulul are mărimea de 200 microni. Este alcătuit din vezicula germinativă, protoplasmă, membrana pelucidă și celulele pariovocitare. Vezicula germinativă conține substanța nucleară densificată în pata germinativă. Protoplasma sau vitelusul formează restul celulei. Masa protoplasmatică este alcătuită dintr-o parte centrală granulară, numită deutoplasmă sau vitelus nutritiv, și alta corticală, de aspect mai clar, numită ectoplasmă sau vitelus formativ, cu rol plastic.
Ovulele sau gameții feminini se formează în ovare, iar procesul de formare a lor se numește ovogeneză (ovum- ou, genesys- naștere).
În natură există ovule diferite ca formă, dimensiuni și culoare. Cele ale peștilor și amfibienii sunt gelatinoase și lipsite de coajă dură protectoare. Cele ale reptilelor și păsărilor au respectiv coaja membranoasă sau calcaroasă și sunt mai bine protejate de factorii mediului. 
Pentru o protecție mai bună, ovulele mamiferelor nu sunt depuse în mediul extern, ci, după fecundare, rămân în interiorul corpului femelei în decursul întregii perioade de dezvoltare.
S-a constat că nu toate ovulele pot da naștere unui nou individ. Pentru ca acest fenomen să aibă loc, este nevoie ca ovulul să se contopească cu spermatozoidul.